# Флаг Сретенска
Флаг муниципального образования городское поселение «Сре́тенское» муниципального района Сретенский район Забайкальского края Российской Федерации — опознавательно-правовой знак, служащий официальным символом муниципального образования.
Флаг утверждён 6 сентября 2011 года и 2 ноября 2011 года внесён в Государственный геральдический регистр Российской Федерации с присвоением регистрационного номера 7236.

## Описание
«Прямоугольное голубое полотнище с отношением ширины к длине 2:3, с изображением посередине трёх белых овальных слитков из герба городского поселения „Сретенское“ один над другим; увеличивающихся сверху вниз».

## Обоснование символики
Флаг разработан на основе герба городского поселения «Сретенское».
Город Сретенск был основан в 1689 году как зимовье, а спустя некоторое время здесь был построен острог. Статус города Сретенск впервые получил в 1789 году, а 26 октября (6 ноября) 1790 года, вместе с другими гербами городов Иркутского наместничества, для Сретенска (прежнее название — Стрѣтенск) был Высочайше утверждён герб, описание которого гласит: «В верхней части щита герб Иркутский. В нижней части, в голубом поле, положенные слитки серебра, в знак того, что в округе́ сего города находятся серебряныя руды, где и сплавливаются».
Использование композиции исторического герба для флага современного муниципального образования показывает непрерывность жизни города, историческую преемственность и связь многих поколений сретенцев, бережное отношение к своему прошлому и традициям.
Серебряные слитки на флаге города указывают на исторический промысел, ставший в XVIII веке залогом развития города.
Белый цвет (серебро) — символ чистоты, совершенства, мира и взаимопонимания.
Голубой цвет (лазурь) — символ чести, благородства, духовности, возвышенных устремлений — цвет бескрайнего неба и водных просторов.